# Fa'aroa
Le Fa'aroa est un fleuve de Polynésie française. Ce cours d'eau est le seul navigable de ce pays d'outre-mer situé dans l'océan Pacifique.

## Géographie
Le fleuve Fa'aroa s'écoule dans l'est de Raiatea (Îles Sous-le-Vent), située dans l'archipel de la Société, en Polynésie française. Son embouchure est un lagon, en baie de Fa'aroa (océan Pacifique). La plus grande partie de ce cours d'eau forme une baie de 500 m de large et 2,5 km de long. D'une longueur totale de 6 km, le Fa'aroa s'étend sur 1,5 km2[réf. nécessaire].